# 安德里亚·卡鲁德洛维奇
安德里亚·卡鲁德洛维奇（1987年7月5日—），是一名塞尔维亚职业足球运动员，司职前锋。现在效力乌兹别克职业足球联赛的拿薩夫。

## 俱乐部生涯
卡鲁德洛维奇是一名黑山后裔，出身于塞尔维亚足球超级联赛球队OFK贝尔格莱德青训，但没有获得太多的机会，长期被球队租借在外。当米哈基洛·伊万诺维奇成为OFK贝尔格莱德主教练后，卡鲁德洛维奇被球队解约。2009年1月，卡鲁德洛维奇转投另一支塞超球队拉德，表现出色，并在2010年夏季转会加盟塞超豪门贝尔格莱德红星。在2010/11赛季，卡鲁德洛维奇联赛出场28次，进球15个，和游击队前锋伊维卡·伊利耶夫一起分享联赛最佳射手的称号。2011/12赛季上半程，卡鲁德洛维奇依然是球队的主力前锋，联赛15次出场又有6球进账，在欧洲联赛杯出场4次进球3个，但他仍然决定离开球队。
2012年2月9日，卡鲁德洛维奇以80万欧元的身价转会加盟中国足球超级联赛球队北京国安。他和北京国安签约三年，年薪达100万欧元。 但卡鲁德洛维奇始终没有融入北京国安的战术体系。8月31日，在欧洲夏季转会窗关闭前，西班牙足球乙级联赛球队桑坦德競技宣布卡鲁德洛维奇租借加盟球队一年。 9月9日，卡鲁德洛维奇在西乙联赛第四轮首次代表桑坦德競技出场，并射进一球，帮助桑坦德競技客场1比1战平韦斯卡。2013年夏季，他被租借到塞超球队伏伊伏丁那一年。

## 国际比赛生涯
卡鲁德洛维奇在2008年曾入选塞尔维亚国奥队参加2008年北京奥运会。2010年4月7日，卡鲁德洛维奇首次入选塞尔维亚国家队，在和日本队的友谊赛中第一次代表成年国家队亮相。

## 荣誉

### 个人
- 塞尔维亚足球超级联赛最佳射手：2010–11
- 塞尔维亚足球超级联赛最佳阵容：2010–11

## 私人生活
2010年1月，卡鲁德洛维奇和塞尔维亚电视主持人米利察·斯坦尼西奇（Milica Stanišić）结婚。